# Hildur Guðnadóttir
Hildur Ingveldardóttir Guðnadóttir (født 4. september 1982) er en islandsk musiker og komponist. Hun er en klassisk trænet cellist.
Hildur er anerkendt internationalt for sin film- og tv-musik, bl.a. til thrilleren Sicario: Day of the Soldado (2018) og HBOs minidrama-serie Chernobyl (2019), som hun modtog en Primetime Emmy Award og en Grammy Award for. Hildur er den fjerde kvinde, der har vundet en Academy Award for Best Original Score, nemlig for sit bidrag til den psykologiske thriller Joker (2019).